# Hamerkaken
Hamerkaken (Omosudidae) zijn een familie van straalvinnige vissen uit de orde van Draadzeilvissen (Aulopiformes).